# Ланц, Эрвин
Эрвин Ланц (нем. Erwin Lanc; 17 мая 1930, Вена, Первая Австрийская Республика — 29 марта 2025) — австрийский политический и государственный деятель, юрист, дипломат.

## Биография
Получил юридическое образование в Венском университете.
С 1949 по 1955 год работал в Федеральном министерстве социальных дел. В 1955—1959 годах — секретарь Австрийского федерального молодежного движения.
С 1959 года работал в венских банках Zentralsparkasse и Kommerzialbank.
Спортивный чиновник. Был вице-президентом Ассоциации спорта и физической культуры Австрии и президентом австрийской федерации гандбола.
Политик. Член Социал-демократической партии Австрии. Член Венского городского совета и член Венского ландтага (1960—1966). С 1966 года — председатель венского окружного отделения СДПА.
В 1966—1983 годах был депутатом Национального совета Австрии от СДПА.
Министр транспорта Австрии (17.09.1973 — 08.06.1977). Министр внутренних дел Австрии (08.06.1977 — 24.05.1983). Министр иностранных дел Австрии (24.05.1983 — 10.09.1984).
Умер 29 марта 2025 года в возрасте 94 лет.